# Chej-che (prefektura)
Chej-che  (čínsky pchin-jinem Hēihé, znaky 黑河) je městská prefektura v Čínské lidové republice. Leží v provincii Chej-lung-ťiang na severovýchodě státu.

## Další informace
Město samotné leží na jižním břehu řeky Amur blízko ústí Zeji a naproti ruskému Blagověščensku v Amurské oblasti. Amur je zde hranicí mezi Čínskou lidovou republikou a Ruskou federací.
Celá prefektura má rozlohu 74 415 čtverečních kilometrů a v roce 2020 v ní žilo jeden a čtvrt milionu obyvatel.
Je zde severní konec pomyslné linie Chej-che – Tcheng-čchung dělící Čínu na východní urbanizovanou a západní zemědělskou část.

## Administrativní členění
Městská prefektura Chej-che se člení na šest celků okresní úrovně, a sice jeden městský obvod, tři městské okresy a dva okresy.
| Aj-chuej okres · Sün-kche okres · Sun-wu městský okres · Pej-an městský okres · Wu-ta-lien-čch’ městský okres · Nen-ťiang |            |                       |                       |             |                                         |
| Název | Název      | Počet obyvatel (2010) | Počet obyvatel (2020) | Rozloha km² | Hustota zalidnění (obyv. na km²) (2020) |
| český přepis | znaky      | Počet obyvatel (2010) | Počet obyvatel (2020) | Rozloha km² | Hustota zalidnění (obyv. na km²) (2020) |
| Městský obvod |            |                       |                       |             |                                         |
| Aj-chuej | 爱辉区     | 211 313               | 223 832               | 13 920      | 16                                      |
| Městské okresy |            |                       |                       |             |                                         |
| Pej-an | 北安市     | 436 444               | 308 237               | 7 100       | 43                                      |
| Wu-ta-lien-čch’ | 五大连池市 | 326 391               | 243 283               | 15 250      | 16                                      |
| Nen-ťiang | 嫩江市     | 495 519               | 355 528               | 15 290      | 23                                      |
| Okresy |            |                       |                       |             |                                         |
| Sün-kche | 逊克县     | 101 411               | 82 134                | 18 120      | 5                                       |
| Sun-wu | 孙吴县     | 102 821               | 73 387                | 4 742       | 15                                      |
| |            |                       |                       |             |                                         |
| Celkem | Celkem     | 1 673 899             | 1 286 401             | 74 415      | 17                                      |

## Partnerská města
- Blagověščensk, Rusko (2022)
- Južno-Sachalinsk, Rusko (2022)
- Nižnij Novgorod, Rusko (2022)